# Otjiwarongo
Otjiwarongo   este un oraș  în  Namibia. Este reședința  regiunii Otjozondjupa.

## Personalități născute aici
- Hage Geingob (1941 - 2024), politician, fost președinte al Namibiei.